# Sam Stephenson
Sam Stephenson (* 15. Dezember 1933 in Dublin; † 9. November 2006) war ein irischer Architekt, dessen Gebäude meist große Kontroversen in der Öffentlichkeit hervorriefen.

## Leben
Sam Stephenson wurde 1933 in Dublin als jüngstes der fünf Kinder von Paddy Stephenson geboren.
Paddy Stephenson war Historiker, Stadtbibliothekar und Gründer der Old Dublin Society, 1916 hatte er am so genannten Osteraufstand teilgenommen. 
Einer seiner Brüder – Fr James Stephenson – war Jesuit und so ging Sam Stephenson am renommierten, vom Jesuitenorden geleiteten, Belvedere College, zur Schule.
Nach dem Schulabschluss studierte Stephenson Architektur, zunächst in Dublin am College of Technology Bolton Street, dann in England, Frankreich und der Schweiz, machte seinen Abschluss am Royal Institute of Architects of Ireland. 
1958 heiratete er Bernadette Flood. Das Paar zog in ein von Stephenson restauriertes Haus in Leeson Close, bekam zwei Töchter und zwei Söhne. 1960 gründete Stephenson zusammen mit Arthur Gibney († Mai 2006) ein Architekturbüro (Stephenson, Gibney & Associates). 
Stephenson war zu dieser Zeit aktives Mitglied in der von Éamon de Valera (1926–1959) gegründeten Fianna Fáil, die schon seit 1957 die Regierung Irlands stellte, war mit dem zukünftigen Premierminister Charles Haughey  gut befreundet, beschaffte u. a. bei wohlhabenden Geschäftsleuten – viele davon in der Bauindustrie – Spendengelder für die Partei.
Er bewarb sich auch um einen Sitz im Seanad, gab dieses Vorhaben aber wieder auf, als einer seiner Brüder ebenfalls einen Sitz erlangen wollte. Wie seinen politischen Freunden und Zeitgenossen – Charles Haughey, den jungen Fianna Fáil Ministern Donough O’Malley und Brian Lenihan – kam Stephenson eine Schlüsselrolle bei der Modernisierung Irlands insbesondere Dublins in den 60er Jahren zu: „Dublin ist in den letzten 150 Jahren vollständig verfallen. Die Probleme sind gigantisch, aber ebenso die einzigartigen Möglichkeiten. Ein Architekt hat die Aufgabe Zeugnis über seine Zeit abzulegen und so sollte er sich nicht scheuen mit seinen Gebäuden die Zeit in der wir leben zu reflektieren.“ (Sam Stephenson)
1962 entschieden Stephenson, Gibney & Associates einen Wettbewerb um ein neues Zentralgebäude des Electricity Supply Board (ESB), das in der Fitzwilliam Street errichtet werden sollte, für sich. (Bei der 1927 gegründeten ESB handelt es sich um eine staatseigene Gesellschaft für die Erzeugung und Verteilung des elektrischen Stroms).
Die Errichtung der ESB-Zentrale ging mit der Zerstörung einer großen Anzahl noch vollständig im georgianischen Baustil des 18./19. Jahrhunderts erhaltenen Wohnhäuser – der so genannten „Georgian mile“ in Dublin – einher. Die Häuser wurden aus der Mitte eines bis dahin nahezu unversehrten Ensembles herausgebrochen, was zu heftigen Protesten der Bevölkerung führte. Insbesondere die Irish Georgian Society und die von Sam Stephensons Vater gegründete Old Dublin Society setzten sich für die Erhaltung der historischen Bausubstanz ein und machten Front gegen die Errichtung des neuen Gebäudes.
In Anspielung auf die britische Besatzungszeit schrieben die Zeitungen, dass „kein Londoner Vandale jemals so schlimm gewütet“ habe. Nachdem das Gebäude dann – trotz aller Widerstände – errichtet worden war, mussten auch Kritiker zugestehen, dass es sehr wohl in das architektonische Umfeld passe und es fand in der Folge zunehmende Akzeptanz in der Bevölkerung.
Als im Jahre 1965 die Central Bank of Ireland den Beschluss fasste, ihre wirtschaftliche Bedeutung auch optisch zum Ausdruck zu bringen, durch ein Bauwerk, welches das gesamte Finanzviertel überragen sollte, beauftragte sie Sam Stephenson. Das Gebäude sollte in der Dame Street in Dublin errichtet werden. Stephenson ließ sich bei diesem Entwurf – wie bei einigen anderen seiner Designs auch – vom irisch-US-amerikanischen Architekten Kevin Roche inspirieren, lieferte ein Design, das für diese Zeit sicher bahnbrechend war, einerseits begeisterte, andererseits aber auch zu massiven Protesten führte.
Das überwiegend im georgianischen Baustil erbaute Altstadtviertel sollte nun von einem Bauwerk überragt und bestimmt werden, das fast wie eine jener frühen Maschinen wirkte, der man noch anzusehen glaubte, welche Arbeit sie leisteten. Wie von der Central Bank gewünscht: Schwer, mächtig, Symbol für den Inhalt des Bauwerks. Hinzu kam, dass auch hier – wie schon bei der Errichtung des Electricity Supply Board (ESB) – alte, erhaltenswerte Bauwerke für das neue Bankgebäude abgerissen wurden.
Es gab auch noch andere Querelen: Noch während der Bauarbeiten wurde bemerkt, dass das Gebäude die vom Planungsamt genehmigte Gesamthöhe um 30 ft. (ca. 9 m) überschritt und die Firma musste daraufhin £ 200 000 Strafe zahlen, das ursprünglich geplante Kupferdach weglassen.
1968 plante die Dublin Corporation eine neue Zentrale für die City Councel Offices in Wood Quay zu errichten und schrieb hierfür einen Wettbewerb aus. Stephenson, Gibney & Associates entschieden diesen für sich. Der markante, sehr eigenwillige Entwurf mit vier bunkerähnlichen Türmen, ließ allerdings schon bald Vermutungen laut werden, dass sich hier Stephensons Bewunderung für Albert Speer, Hitlers Lieblingsarchitekten, Bahn gebrochen hatte.
Von Anbeginn traf das Bauvorhaben auf massiven Widerstand in der Bevölkerung, so dass nur zwei der ursprünglich geplanten vier Türme tatsächlich erbaut wurden (Phase I). Bei den Ausschachtungsarbeiten wurden zudem Überreste einer alten Wikingersiedlung zu Tage befördert. Nach Ansicht von Archäologen handelte es sich bei den Relikten um einen der bedeutendsten Funde aus dieser Zeit und zahlreiche „Save Wood Quay“-Protestbewegungen versuchten die Errichtung der Gebäude auch von diesem Aspekt her per Gerichtsbeschluss zu stoppen. Die Dublin Corporation ließ sich jedoch weder durch die Proteste der Bevölkerung, die Besetzung der Baustelle, noch durch ein Gerichtsurteil des High Court vom einmal gefassten Beschluss abbringen und setzte per Gerichtsurteil des Supreme Court die Fortsetzung der Bauarbeiten durch. (Die archäologischen Funde wurden ins National Museum transportiert und die Bauarbeiten konnten dann fortgesetzt werden.)
Die Proteste der Bevölkerung hatten allerdings insofern Erfolg, als der Gebäudekomplex nun nicht mehr nach den Entwürfen Stephensons vollendet, sondern Phase II nach vollständig neuen Entwürfen von Ronnie Tallon von Scott Tallon Walker fertiggestellt wurde. Trotz aller Proteste sind die großen Projekte Stephensons fast alle mit nationalen oder auch internationalen Preisen ausgezeichnet worden.
Er entwarf eine ganze Reihe weiterer Bauwerke: so unter anderem den irischen Pavillon für die Expo 70 in Osaka, das Zentralverwaltungsgebäude der Bord na Móna (Torfbehörde/verantwortlich für den Umgang mit Irlands Torfreserven), das Institute of Advanced Studies, die Gebäude des Fitzwilliam Tennis Club, die Fabrikgebäude von Fieldcrest in Kilkenny, das Blooms Hotel in Temple Bar.
Die 80er Jahre brachten jedoch Stephensons Abstieg:
Er lebte sehr extravagant, dilettierte mit Grundstücksspekulationen. In den für Architekten mageren 80er Jahren führte dies zum finanziellen Desaster. Seine Zusammenarbeit mit Arthur Gibney ging in die Brüche und Stephenson arbeitete nun mit dem britischen Unternehmen Stone Toms. Die neue Firma trug den Namen Stone Toms Stephenson. Die neue Tätigkeit brachte es mit sich, dass Stephenson viel Zeit in London, auch mit Reisen verbringen musste. Trotzdem kam er gelegentlich nach Dublin zurück und versuchte sein eigenes Architektur-Büro Stephenson & Associates zu erhalten.
Unter all diesen Belastungen zerbrach seine Ehe mit Bernadette Flood. Erst als er 1991 die viel jüngere Caroline Sweetman heiratete, eine zweite Familie gründete, kam wieder etwas Stabilität in sein Leben. Stephenson zog mit seiner neuen Partnerin nach Leixlip (in der Nähe von Dublin). Das Paar bekam zwei Kinder.
In den folgenden Jahren war er zwar weiterhin als Architekt tätig, allerdings war dies nicht mehr zu vergleichen mit den Arbeiten in seinen erfolgreichen Tagen. Daneben stellte er seine gut gelungenen Aquarelle und Zeichnungen in der Royal Hibernian Academy aus. 
Im späteren Leben bedauerte er, dass er die große Architektur der Vergangenheit so sehr missachtet habe: „I used to be an apostle of modern architecture but I've given up that religion completely and am now an atheist. I go to bed with Palladio in the evening and get up with Lutyens.“ (Ich war ein Verfechter/Apostel der modernen Architektur, aber mittlerweile habe ich dieses Sendungsbewusstsein völlig aufgegeben und bin nurmehr „Atheist“. Am Abend gehe ich mit Palladio zu Bett und am nächsten Morgen stehe ich mit Lutyens wieder auf.)
Die Times schrieb in ihrem Nachruf:
„His best buildings are perfect symbols for the times in which they were made — glamorous and just a little bit dangerous.“ (Seine bedeutendsten Bauwerke sind ganz ausgezeichnete Symbole für die Zeit in der sie errichtet worden sind – bezaubernd, aber auch ein bisschen gefährlich).